# Johann von Albini
Johann Kaspar Anton Freiherr von Albini (* 2. Januar 1716 in Mechensee (Stadt Isny im Allgäu); † 21. April 1796 in Wetzlar) war ein deutscher Jurist und landgräflicher Kanzleidirektor sowie Hofrat.

## Leben
Johann von Albini wurde als Sohn des Geheimrats Joseph Anton Albini (1683–1766) und dessen Ehefrau Maria Ursula Wech († 1769) geboren. Am 25. Januar 1746 heiratete er in Eschwege Ernestine Eleonore Ludolff (1726–1766, Tochter des Hofrats Johann Conrad Ludolff und der Juliane Gertrud Fiedler). Aus der Ehe ging der Sohn  Franz Joseph (1748–1816, Politiker und Staatsmann) hervor.
Johann absolvierte ein Studium der Rechtswissenschaften an der Universität Innsbruck und wurde Kanzleidirektor des Landgrafen Christian von Hessen-Rheinfels  und Hofrat im Schloss Rheinfels. 1769  erhielt er eine Anstellung als Assessor am Reichskammergericht, das seinen Sitz von 1689 bis 1806 in Wetzlar hatte. Er gehörte zu der Gruppe von sechs Assessoren, deren Aufgabe die Überarbeitung der Reichskammergerichts-Ordnung aus dem Jahre 1613 war. Diese Gesetzesanpassung wurde mit gründlicher Gelehrsamkeit vollzogen.

## Sonstiges
Bei einem historischen Stadtrundgang durch Wetzlar stößt man auf das Haus „Hauser Gasse 26“. Dieses war von 1760 an der Wohnsitz der Familie Albini. Johanns dritte Ehefrau Maria Dorothea geb. von Requile hatte ein Vermögen geerbt und einen Großteil davon der städtischen Armen-Versorgungskasse hinterlassen. Ein Grabdenkmal im heutigen Rosengärtchen, errichtet von der Stadt Wetzlar, erinnert an die „Mutter der Armen“.

## Ehrungen
- 23. Februar 1788: Erhebung in den Reichsfreiherrnstand